# 石隧墓

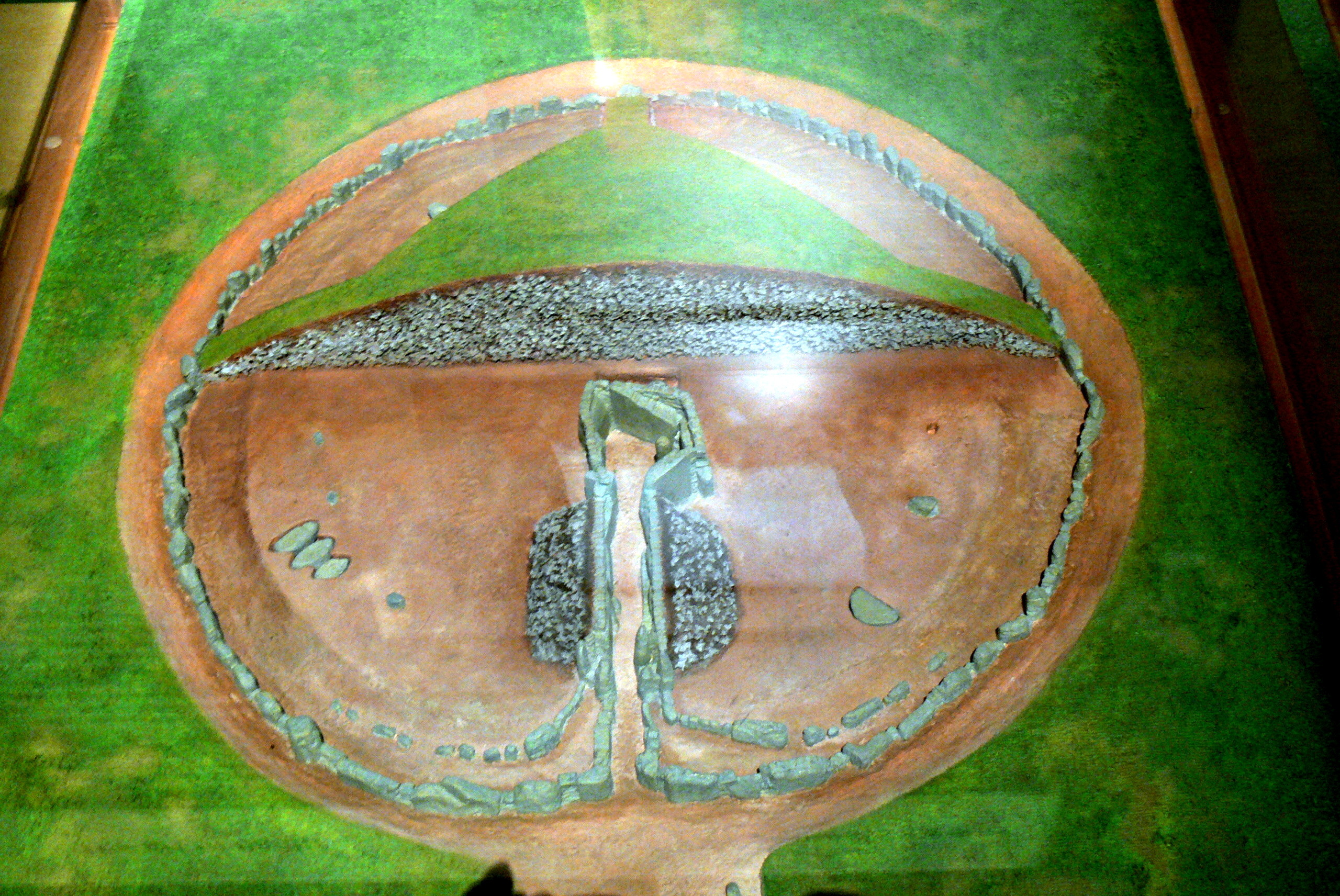
威尔士的石隧墓Bryn Celli Ddu的模型

石隧墓（英語：passage grave）是欧洲的一种通道式巨石墓葬建筑。石隧墓与石廊墓类似，区别主要在于石隧墓坟冢呈圆丘状，需要通过墓道才能进入墓室，墓道与墓室的界限相对明显，通常墓室较墓道更宽或更高，而石廊墓坟冢呈长方形或楔形，墓室本身呈长廊状，缺少单独的墓道。日本将石隧墓称为羡道墓（“羡”通“埏”，即埏道墓），但羡道在汉语中指上面不盖土的墓道，而石隧墓上面通常有圆丘状的土堆或石碓。